# Lijst van heersers van Bosnië
Dit is een lijst van bans en koningen van Bosnië.

## Bans
- 1154-1163: Borić
- 1180-1204: Kulin
- 1204-1232: Stefanus
- 1232-1250: Mattheus Ninoslav
- 1250-1287: Prijezda I
- 1287-1290: Prijezda II
- 1290-1300: Stefanus I Kotromanić
- 1314-1353: Stefanus II Kotromanić
- 1353-1377: Stefanus Tvrtko

## Koningen
- 1377-1391: Stefanus Tvrtko I
- 1391-1395: Stefanus Dabiša
- 1395-1398: Jelena Gruba
- 1398-1404: Stefanus Ostoja
- 1404-1409: Stefanus Tvrtko II
- 1409-1418: Stefanus Ostoja (opnieuw)
- 1418-1421: Stefanus Ostojić
- 1421-1443: Stefanus Tvrtko II (opnieuw)
- 1443-1461: Stefanus Thomas
- 1461-1463: Stefanus Tomašević